# طوني واي
طوني واي (بالإنجليزية: Tony Way)‏ هو كاتب وممثل بريطاني، ولد في 7 أكتوبر 1978 في المملكة المتحدة.

## أعمال

### أفلام
- (2011) أنونيموس[6]
- (2014) حافة الغد[7][8]

## وصلات خارجية
- طوني واي على موقع IMDb (الإنجليزية)
- طوني واي على موقع قاعدة بيانات الفيلم (الإنجليزية)